# Här vid ditt bord
Här vid ditt bord är en psalm med text är skriven av Per Harling och musiken är skriven av Don Mc Lean.
Musikarrangemanget i Psalmer i 2000-talets koralbok är gjort av Britta Snickars.

## Publicerad som
- Nr 893 i Psalmer i 2000-talet under rubriken "Kyrkan, Anden - människor till hjälp".